# Kwadratnik perłowy
Kwadratnik perłowy (Tetragnatha pinicola) – gatunek pająka z rodziny kwadratnikowatych i podrodziny Tetragnathinae.

## Morfologia
Samce osiągają od 3,4 do 5 mm długości ciała, zaś długość karapaksu u 10 zmierzonych okazów wynosiła od 1,46 do 1,87 mm, a szerokość od 0,91 do 1,27 mm. Samice osiągają od 4 do 6 mm długości ciała, zaś długość karapaksu u 4 zmierzonych wynosiła od 1,62 do 1,93 mm, a szerokość od 1,04 do 1,2 mm. Ubarwienie karapaksu samca jest żółtawobrązowe. Szczękoczułki są żółtawobrązowe lub brązowawe, u samca ze spiczastą apofizą, dużym zębem głowowym i małym zębem wiodącym. Warga dolna jest szersza niż długa. Sternum jest ciemnobrązowe z trójkątnym lub V-kształtnym znakiem żółtawej barwy, znacznie węższym niż u kwadratnika trzcinowego. Odnóża są długie, smukłe, żółtawobrązowe, niekiedy z wąsko przyciemnionymi odsiebnymi częściami członów. Kolejność par odnóży od najdłuższej do najkrótszej przedstawia się następująco: I, II, IV, III. Opistosoma (odwłok) jest wydłużona, z wierzchu srebrzysta, często zielonkawa, z delikatnymi czarnymi liniami podłużnymi i szarawą, porozgałęzianą linią środkową. Boki opistosomy są ciemniejsze, czarno nakrapiane. Spód jej jest szarawobrązowy z czarną, srebrzyście obrzeżoną przepaską oraz srebrzystymi kropkami.
Samiec ma nogogłaszczki z wolnym paracymbium, pośrodku zaopatrzonym w płatek grzbietowy. Aparat kopulacyjny ma wolny embolus o prostym kształcie oraz konduktor z trzema zakładkami i dziobiastym szpicem na wierzchołku. Samica ma przednie zbiorniki nasienne bulwiaste, boczne zakrzywione, a środkowe małych rozmiarów.

## Biologia i występowanie
Pająk palearktyczny, znany z prawie całej Europy, w tym z Polski. Dalej na wschód sięga przez Turcję, Kaukaz, Kazachstan i azjatycką Rosję po Koreę, Japonię i Chiny. Gatunek nieczęsto spotykany.
Zasiedla pobrzeża lasów, zwłaszcza z udziałem sosen. Przebywa na drzewach, krzewach i roślinach zielnych. Nie jest związany z wodą i można go spotkać daleko od niej.  Tam też konstruuje delikatne, koliste sieci łowne o otwartych pępkach, stosunkowo niewielu promieniach, szeroko rozstawionych spiralach i pozbawione nici sygnałowych. Osobniki dorosłe są aktywne od kwietnia (na północy Europy od początku czerwca) do sierpnia lub września. Samica umieszcza w kokonie jajowym około 90 jaj.